# GDSII
Le GDS II (acronyme de anglais : Graphic Design System II stream format)  est un format de fichier binaire utilisé pour représenter le dessin physique d'un circuit intégré (le layout). Il code une base de données contenant des formes géométriques planes, des labels textuels, et des informations sur l'organisation hiérarchique du dessin.
Ce format est devenu de fait un standard quasi-universel de représentation et d'échange des layouts, pour les échanges entre outils de conception et de vérification physique, et pour l'envoi des circuits à la fabrication.

## L'histoire du format GDS II
Le format GDS II a d'abord été conçu pour piloter le dessin des masques de fabrication des circuits intégrés.
C'est la société Calma qui l'a développé pour ses logiciels de conception "Graphic Data System" ("GDS") et "GDS II".

## Structure du format GDS II
Les données contenues dans le GDS II sont organisées en couches (layers). À l'origine ces couches correspondaient directement aux niveaux physiques dans le circuit, mais rapidement leur signification est devenu plus abstraite, correspondant aux étapes de la conception physique du layout.

## Évolution et remplacement
Le nouveau format OASIS (Open Artwork System Interchange Standard) pourrait remplacer le GDSII.

## Logiciels supportant le GDS II
Pratiquement tous les logiciels de conception et vérification physique des circuits intégrés supportent le format GDS II, qui permet leur interopérabilité.
De nombreux utilitaires spécialisés permettent aussi de visualiser ou d'éditer les données du GDSII en 2D et en 3D.